# Argiope savignyi
Argiope savignyi là một loài nhện trong họ Araneidae.
Loài này thuộc chi Argiope. Argiope savignyi được Herbert Walter Levi miêu tả năm 1968.

## Hình ảnh

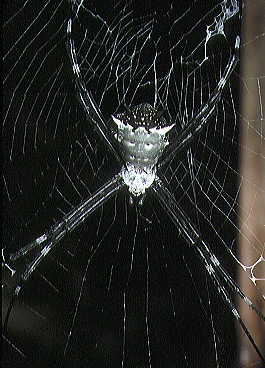